# Roblox Corporation
Roblox Corporation est un développeur de jeux vidéo américain basé à San Mateo, en Californie. Fondée en 2004 par David Baszucki et Erik Cassel, la société est le développeur de Roblox, qui est sorti en 2006. Au 31 mars 2021, Roblox Corporation employait 1054 personnes. La société est entrée en bourse en mars 2021 via une cotation directe à la New York Stock Exchange.

## Histoire

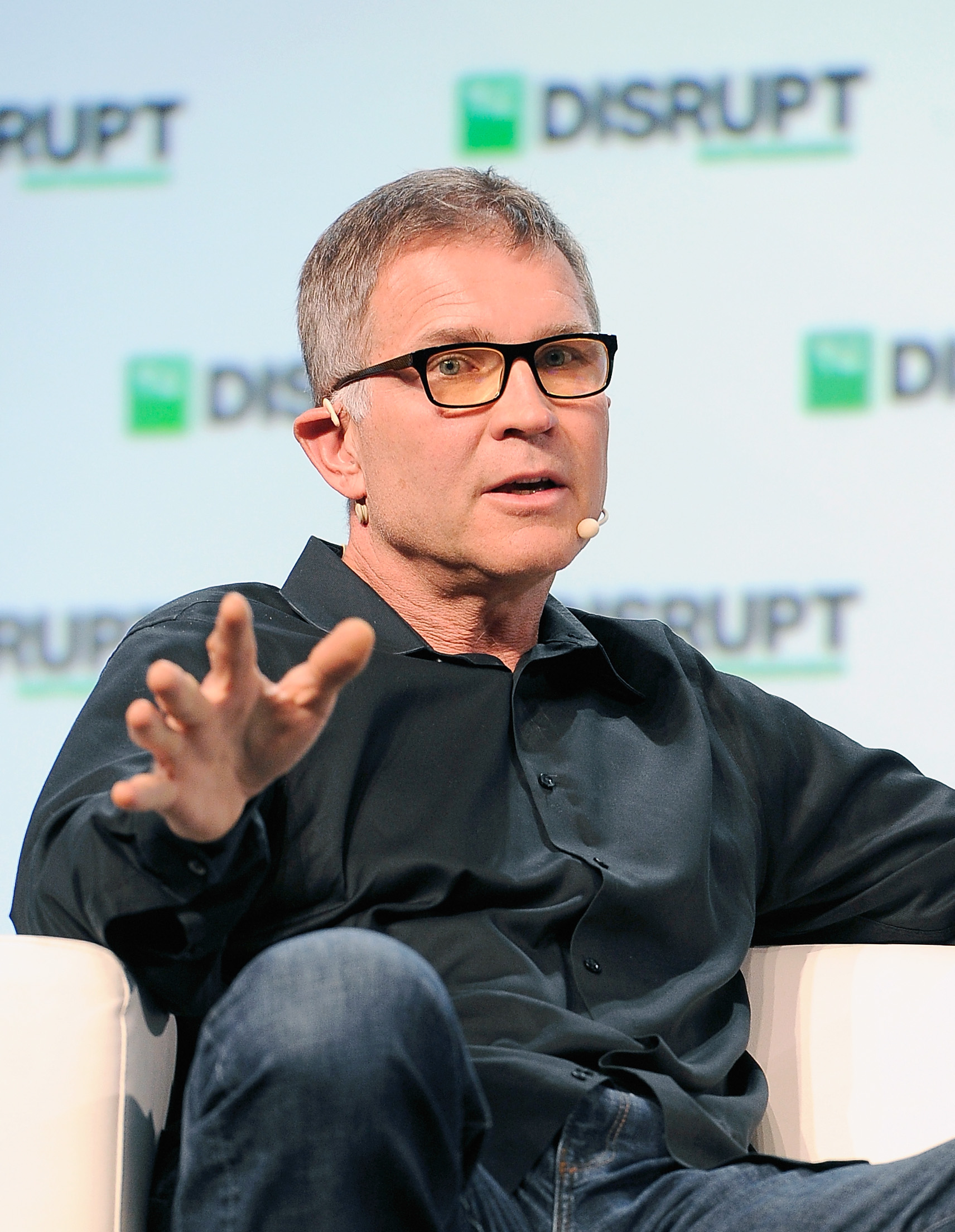
David Baszucki, cofondateur et PDG de Roblox Corporation, en 2018.

Roblox Corporation a été fondée par David Baszucki et Erik Cassel. Baszucki avait auparavant fondé Knowledge Revolution, une société de logiciels éducatifs, en 1989. Cette année-là, il a développé avec Cassel Interactive Physics, une simulation de physique en 2D,. Knowledge Revolution a ensuite créé Working Model, qui simulait des dispositifs mécaniques. La société a finalement été rachetée en décembre 1998 pour 20 millions de dollars par MSC Software, où Baszucki et Cassel ont obtenu des postes à responsabilité. Baszucki a été vice-président et directeur général de la société de 2000 à 2002, date à laquelle il a quitté MSC Software pour fonder Baszucki & Associates, une société d'investissement providentiel. Cassel et lui ont fondé Roblox Corporation en 2004. Travaillant dans un bureau à Menlo Park, en Californie, ils ont commencé les travaux préliminaires sur le jeu vidéo DynaBlocks, qui a été lancé en version bêta plus tard dans l'année,. Le nom du jeu a été changé en Roblox en 2005, et le jeu a été officiellement lancé le 1er septembre 2006.
Cassel est décédé d'un cancer le 11 février 2013,. En décembre 2013, Roblox Corporation comptait 68 employés, chiffre qui est passé à 163 en décembre 2016. La société a obtenu un investissement de 82 millions de dollars en mars 2017 lors d'un tour de table mené par Meritech Capital Partners (en) et Index Ventures. En vue d'une expansion internationale, Roblox Corporation a créé Roblox International et a embauché Chris Misner comme président en mai 2018. Sous la direction de Misner, Roblox a été lancé en chinois (en partenariat avec Tencent), en allemand et en français en 2019,. En septembre 2018, Roblox Corporation avait embauché Dan Williams (précédemment de Dropbox) pour faire passer Roblox d'un service de cloud computing tiers à un service propriétaire. La société a acquis PacketZoom, un développeur de logiciels d'optimisation de réseaux mobiles, en octobre 2018. PacketZoom, y compris ses employés et son fondateur et directeur de la technologie Chetan Ahuja, a été fusionné avec Roblox Corporation.
Un tour de financement de "série G" en février 2020, dirigé par Andreessen Horowitz, a permis de lever 150 millions de dollars pour Roblox Corporation et d'évaluer la société à 4 milliards de dollars. En octobre 2020, Roblox Corporation avait commencé à planifier de devenir une société publique, évaluant s'il fallait effectuer une introduction en bourse (IPO) régulière ou utiliser la méthode moins courante d'une cotation directe. Plus tard au cours du même mois, la société a déposé auprès de la Securities and Exchange Commission (SEC) des États-Unis une demande d'introduction en bourse d'une valeur d'un milliard de dollars, en vue d'être cotée à la Bourse de New York (NYSE) sous le symbole "RBLX". À cette époque, la société comptait plus de 830 employés à temps plein et 1 700 "agents de confiance et de sécurité". En janvier 2021, Roblox Corporation a annoncé qu'elle chercherait à obtenir une cotation directe plutôt qu'une introduction en bourse. La SEC a également demandé à Roblox Corporation de modifier la manière dont elle déclare les ventes de sa monnaie virtuelle, les Robux. Le même mois, Altimeter Capital et Dragoneer Investment Group ont mené un tour de table de "série H" qui a valorisé la société à 29,5 milliards de dollars. Le NYSE a approuvé la cotation directe des actions de classe A de Roblox Corporation pour février 2021,. Les actions ont commencé à être négociées le 10 mars de la même année, les premiers achats donnant à la société une évaluation estimée à 41,9 milliards de dollars,.

## Litiges juridiques
En juin 2016, Cinemark Theatres a intenté un procès contre Roblox Corporation pour violation de marque. Le plaignant a cité plusieurs jeux créés par des utilisateurs au sein de Roblox qui recréaient des emplacements Cinemark, y compris la marque déposée. En février 2018, la youtubeuse Kerstin Hoffmann, connue sous le nom de Keisyo, a affirmé que Roblox Corporation lui devait 150 000 $ parce que la société l'avait empêchée de convertir son solde de 42 millions de Robux en argent réel sans raison donnée. En réponse, Roblox Corporation a déclaré qu'elle ne pouvait pas transférer ses Robux car elle les avait gagnés par le biais d'« activités frauduleuses ».
En mai 2021, un plaideur anonyme a déposé un recours collectif contre Roblox Corporation, accusant la société d'arnaquer les joueurs avec des achats fictifs. Il a déclaré : « La décision de la société de vendre d'abord et de "modérer" ensuite présente un avantage monétaire évident pour Roblox, car le temps que le défendeur supprime les articles de la boutique Avatar et des inventaires des utilisateurs, il a déjà pris sa commission de 30 % sur la vente ». Roblox Corporation a déclaré qu'elle examinait tous les contenus soumis par les développeurs dans le cadre d'un processus d'examen en plusieurs étapes avant qu'ils n'apparaissent sur la plateforme.